# سوزان کورکین
سوزان کورکین (انگلیسی: Suzanne Corkin؛ ۱۸ مهٔ ۱۹۳۷ – ۲۴ مهٔ ۲۰۱۶) پژوهشگر و دانشمند مشهور آمریکایی در زمینه علوم اعصاب و روان‌شناسی در مؤسسه فناوری ماساچوست بود.
شهرت او در زمینهٔ پژوهش‌هایش مهمش در زمینه حافظه انسان است.